# Astelia nervosa
Astelia nervosa är en enhjärtbladig växtart som beskrevs av Joseph Banks, Daniel Carl Solander och Joseph Dalton Hooker. Astelia nervosa ingår i släktet Astelia och familjen Asteliaceae. Inga underarter finns listade i Catalogue of Life.

## Bildgalleri

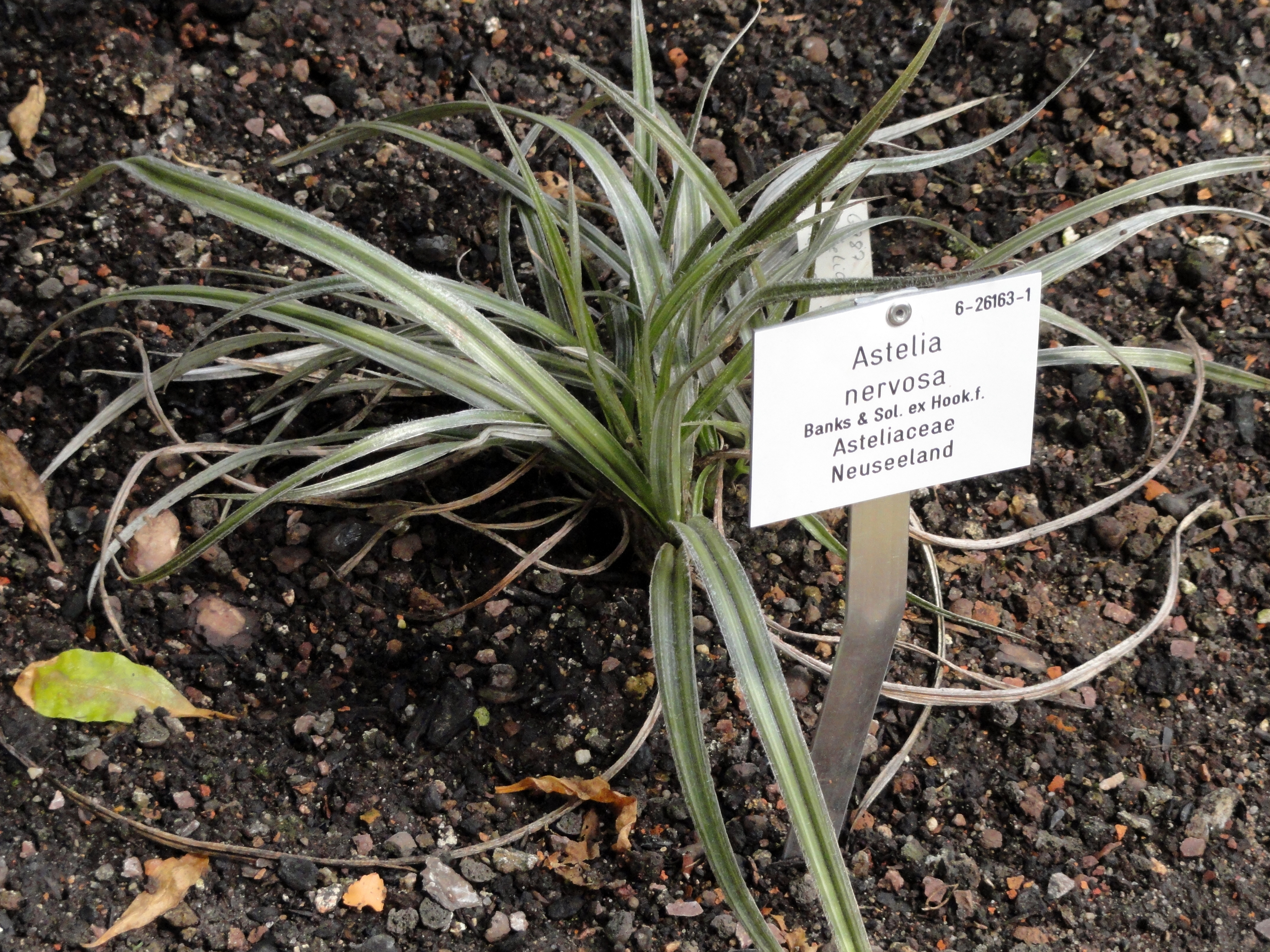